# Giulia Cassini Rizzotto
Giulia Rizzotto de Cassini (Palermo, 15 de junio de 1865–Buenos Aires, 24 de agosto de 1943) fue una actriz y directora de teatro y cine mudo italiana.

## Biografía
Hija del actor y dramaturgo dialectal Giuseppe Rizzotto (1828-1895), debutó de joven en la compañía de su padre. En el curso de su larga carrera teatral formó parte de importantes compañías como las pertenecientes a Giovanni Gordo, Ruggero Ruggeri, Virgilio Talli, Gualtiero Tumiati y Ermete Zacconi.
Se casó en 1902 con el actor Alfonso Cassini, con el cual trabajó en varias compañías y debutaron juntos en la gran pantalla con la productora Latium Film de Roma. En el cine, Rizzotto interpretó roles de «madre» y de «segunda mujer» en algo más de una veintena de películas hasta 1923 y con otras compañías como Etna Film de Catania, los Cines romanos y Tiber Film junto otras menores. Siempre en el cine, Rizzotto fue también cineasta, y así pues fue una de las primeras mujeres italianas en trabajar detrás de la cámara, dirigiendo cinco películas.
Con personalidad ecléctica, la actriz ejerció varios trabajos al mismo tiempo, maestra de guardería, autora de novelas, traductora y guionista. Fundó también dos escuelas de interpretación cinematográfica, una en Florencia en 1916 y otra en Roma en 1918.
Al final de los años veinte, después de la muerte de su marido, Rizzotto se trasladó a Argentina con la compañía teatral de Maria Melato. En el país latinoamericano continuó trabajando como maestra de interpretación, lo cual ejerció hasta su muerte.

## Filmografía parcial

### Actriz
- Christus (Cristo), dirigida por Giuseppe De Liguoro (1914)
- Paternità (Paternidad), dirigida por Gian Orlando Vassallo (1914)
- La signora delle camelie (La dama de las camelias), dirigida por Baldassarre Negroni (1915)
- Patria mía! (¡Patria mía!), dirigida por Giuseppe De Liguoro (1915)
- Pulcinella, dirigida por Anton Maria Montones (1915)
- Alla Capitale! (¡Hacia la capital!), dirigida por Gennaro Righelli (1916)
- La falena (Polilla), dirigida por Carmine Galón (1916)
- Primo ed ultimo bacio (Primer y último beso), dirigida por Gennaro Righelli (1916)
- La bella salamandra (La bonita salamandra), dirigida por Amleto Palermi (1917)
- Malombra, dirigida por Carmine Galón (1917)
- Fabiola, dirigida por Enrico Guazzoni (1918)
- Triboulet, dirigida por Febo Mari (1923)

### Directora
- Scugnì (1918) - dirección, interpretación y producción
- Leonardo da Vinci (1919) - codirigida con Mario Corsi
- La piccola Manon (La pequeña Manon)(1920)
- Senza sole (Sin sol) (1920)
- A Mosa cieca (La mosca ciega) (1921)